# HD35901
HD35901 — хімічно пекулярна зоря спектрального класу B9, що має видиму зоряну величину в смузі V приблизно  9,0.
Вона  розташована на відстані близько 1664,1 світлових років від Сонця.

## Пекулярний хімічний вміст
Зоряна атмосфера HD35901 має підвищений вміст 
Si
.